# 9-1-1 (드라마)
《9-1-1》은 2018년부터 현재까지 방영 중인 미국의 드라마 텔레비전 시리즈이다.